# اخلاق یهودی-مسیحی
این ایده که یک اخلاق مشترک یهودی-مسیحی یا ارزش‌های یهودی- مسیحی زیربنای سیاست، قانون و اخلاق آمریکا است، از دهه ۱۹۴۰ بخشی از «مذهب مدنی آمریکایی» بوده‌است. در سال‌های اخیر، این عبارت با محافظه‌کاری آمریکایی مرتبط بوده‌است، اما این مفهوم - اگرچه همیشه این عبارت دقیق نیست - اغلب در سخنان رهبران در سراسر طیف سیاسی، از جمله فرانکلین دی. روزولت و لیندون بی. جانسون، دیده می‌شود.

## نظام ارزش اخلاقی
استفاده کنونی آمریکایی از «یهودی-مسیحی» - برای اشاره به یک سیستم ارزشی مشترک بین یهودیان و مسیحیان - برای اولین بار در ۱۱ ژوئیه ۱۹۳۹ در یک نقد کتاب توسط نویسنده انگلیسی جورج اورول، با عبارت «... ناتوان از عمل کردن» به چاپ رسید. یعنی چیزی که هیچ وزنی برای طرح اخلاق یهودی-مسیحی ندارد." اورول این اصطلاح را در مقاله خود در سال ۱۹۴۱ تکرار کرد: «این ایده برابری انسانی - ایده "یهودی" یا "یهودی-مسیحی" برابری بود - که هیتلر برای نابود کردن آن به جهان آمد.»
استفاده اورول از این اصطلاح حداقل به دنبال یک دهه تلاش رهبران یهودی و مسیحی، از طریق گروه‌هایی مانند کنفرانس ملی مسیحیان و یهودیان ایالات متحده (که در سال ۱۹۲۷ تأسیس شد)، برای تأکید بر نقاط مشترک صورت گرفت. این اصطلاح در دهه ۱۹۴۰ به افزایش ارزش خود ادامه داد. تا حدی، این روشی برای مقابله با یهودستیزی با این ایده بود که اساس اخلاق و قانون در ایالات متحده یک پایه مشترک بین یهودیان و مسیحیان است.
اورول اولین کسی نبود که علناً در مورد اشتراکات اخلاقی سنت‌های یهودی و مسیحی صحبت کرد. در ۱۹ مه ۱۹۳۹، آلبرت انیشتین، در سخنرانی در مدرسه علمیه پرینستون، در توضیح اهمیت اصول اخلاقی برای علم مدرن، تأکید کرد: «بالاترین اصول برای آرزوها و قضاوت‌های ما در سنت دینی یهودی-مسیحی به ما داده شده‌است. "
و در سال ۱۸۸۴، سه سال پس از موج گسترده قتل‌عام ضدیهودی در روسیه، ولادیمیر سولوویف (سولوویف)، فیلسوف برجسته روسی و نویسنده مسیحی، در مقاله خود «یهودیان و مسئله مسیحیت» نوشت:
دین ما با یک رابطه شخصی بین خدا و انسان در عهد باستانی ابراهیم و موسی شروع می‌شود و در نزدیکترین وحدت شخصی خدا و انسان در عهد جدید عیسی مسیح تأیید شده‌است، که در آن هر دو طبیعت به‌طور جدایی ناپذیر، اما غیرقابل ادغام وجود دارند. همچنین این دو عهد، دو دین متفاوت نیستند، بلکه تنها دو مرحله از یک دین الهی-انسانی، یا صحبت کردن به زبان مکتب آلمانی، دو لحظه از یک فرایند خدا-انسانی هستند. و دین راستین الهی-انسانی یهودی-مسیحی در میان دو خطای افراطی بت‌پرستی، که در آن ابتدا انسان جذب الوهیت (در هند) می‌شود، و سپس خود الوهیت به سایه انسان تبدیل می‌شود، از طریق یک مسیر مستقیم و جادویی پیش می‌رود. یونان و رم).

### فرانکلین دی. روزولت
اولین سخنرانی مراسم تحلیف فرانکلین روزولت اگرچه از اصطلاح «یهودی-مسیحی» استفاده نمی‌کرد، اما توسط محققان با دیدگاه نوظهور یک سنت یهودی-مسیحی هماهنگ است. مورخ مری استاکی بر «استفاده روزولت از ارزش‌های مشترک مبتنی بر سنت یهودی-مسیحی» به عنوان راهی برای متحد کردن ملت آمریکا و توجیه نقش خود به عنوان سیاست گذار اصلی آن تأکید می‌کند.

### لیندون جانسون
راندال بی. وودز، زندگی‌نامه نویس، استدلال کرده‌است که رئیس‌جمهور لیندون بی. جانسون به‌طور مؤثر از توسل به سنت اخلاقی یهودی-مسیحی برای جلب حمایت از قانون حقوق مدنی ۱۹۶۵ استفاده کرد. وودز می‌نویسد که جانسون در برابر این لایحه، مخالفت‌های جنوبی را تضعیف کرد:
LBJ آمریکای سفید را در یک ژاکت مستقیم اخلاقی پیچیده کرد. چگونه می‌توانستند افرادی که به شدت، به‌طور مستمر و به شدت خود را با یک خدای مهربان و عادل معرفی می‌کنند، به چشم پوشی از تبعیض نژادی، خشونت پلیس و جداسازی ادامه دهند؟ در کجای اخلاق یهودی-مسیحی، کشتن دختران جوان در کلیسای آلاباما، محرومیت از آموزش برابر برای کودکان سیاه‌پوست، ممنوعیت رقابت پدران و مادران برای مشاغلی که خانواده‌هایشان را تغذیه و لباس می‌کند، توجیه می‌کرد؟ آیا جیم کرو باید پاسخ آمریکا به «کمونیسم بی خدا» باشد؟

## در قوانین آمریکا
در پرونده Marsh v. Chambers، 463 US ۷۸3 (1983)، دادگاه عالی ایالات متحده اعلام کرد که قانونگذار ایالتی طبق قانون اساسی می‌تواند یک کشیش حقوق بگیر داشته باشد تا نمازهای قانونگذاری را «بر اساس سنت یهودی-مسیحی» انجام دهد. در سیمپسون علیه هیئت ناظران شهرستان چسترفیلد، دادگاه تجدیدنظر ناحیه چهارم اعلام کرد که برگزاری دادگاه عالی در پرونده مارش به این معناست که «شهرستان چسترفیلد طبق قانون اساسی می‌تواند سینتیا سیمپسون، یک کشیش ویکان، را از برگزاری نمازهای قانونی خود محروم کند. به این دلیل که ایمان او «در سنت یهودی-مسیحی» نبود.» هیئت مدیره شهرستان چسترفیلد روحانیون یهودی، مسیحی و مسلمان را در فهرست دعوت شده خود قرار داد.

## دین ابراهیمی
طرفداران اصطلاح «دین ابراهیمی» از نیمه دوم قرن بیستم، یک شمول گرایی را پیشنهاد کرده‌اند که مفهوم «یهودی-مسیحی» را گسترش می‌دهد و اسلام را نیز شامل می‌شود. منطق اصطلاح «ابراهیمی» این است که اسلام، مانند یهودیت و مسیحیت، منشأ خود را به شخصیت ابراهیم می‌رساند که اسلام او را پیامبر می‌داند. طرفداران این اصطلاح چتر آن را «کاوش در امر مثبت» به معنای «پیوند معنوی» بین یهودیان، مسیحیان و مسلمانان می‌دانند.